# Enicospilus oculator
Enicospilus oculator är en stekelart som beskrevs av André Seyrig 1935. Enicospilus oculator ingår i släktet Enicospilus och familjen brokparasitsteklar. Inga underarter finns listade i Catalogue of Life.